# Wybory prezydenckie w Stanach Zjednoczonych w 1944 roku

Mapa wyborcza Stanów Zjednoczonych w 1944 roku. Liczba na mapie określa liczbę przedstawicieli stanu w Kolegium Elektorów

Wybory prezydenckie w Stanach Zjednoczonych w 1944 roku – czterdzieste wybory prezydenckie w historii Stanów Zjednoczonych. Na urząd prezydenta wybrano ponownie Franklina Delano Roosevelta, a wiceprezydentem został Harry Truman.

## Kampania wyborcza
Wybory prezydenckie w 1944 roku, podobnie jak poprzednie, toczyły się w cieniu II wojny światowej. Partia Republikańska, która dwa lata wcześniej odniosła zwycięstwo w wyborach do Kongresu, była pewna, że tym razem wprowadzi swojego reprezentanta do Białego Domu. Wobec sytuacji w kraju, głównie spowodowanej inflacją, spadło poparcie dla konserwatysty Wendella Willkiego, zatem delegaci nominowali progresywistę Thomasa Deweya. Kandydatem na wiceprezydenta został izolacjonista John W. Bricker. Na lipcowej konwencji Partii Demokratycznej w Chicago, urzędujący prezydent postanowił ubiegać się o czwartą kadencję. Uzyskał nominację bez sprzeciwów. Jednakże wewnątrzpartyjna opozycja sprzeciwiła się ponownej kandydaturze Henry’ego Wallace’a na wiceprezydenta. Współkandydatem Roosevelta został bardziej konserwatywny Harry Truman. Zwycięstwo demokracie zapewniło poparcie mieszkańców wielkich miast, robotników i mniejszości etnicznych oraz religijnych.

## Kandydaci

### Partia Demokratyczna

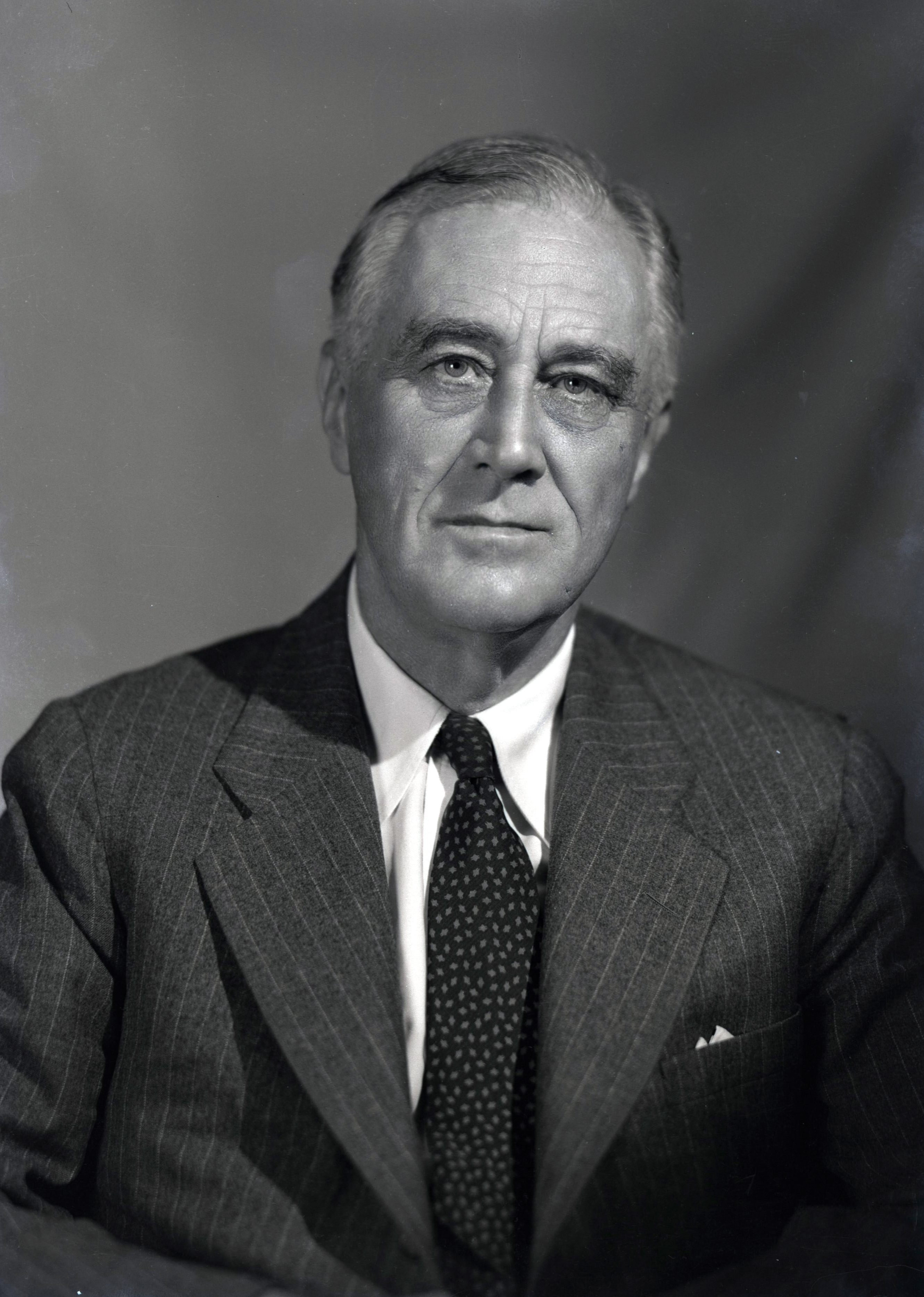
F.D. Roosevelt
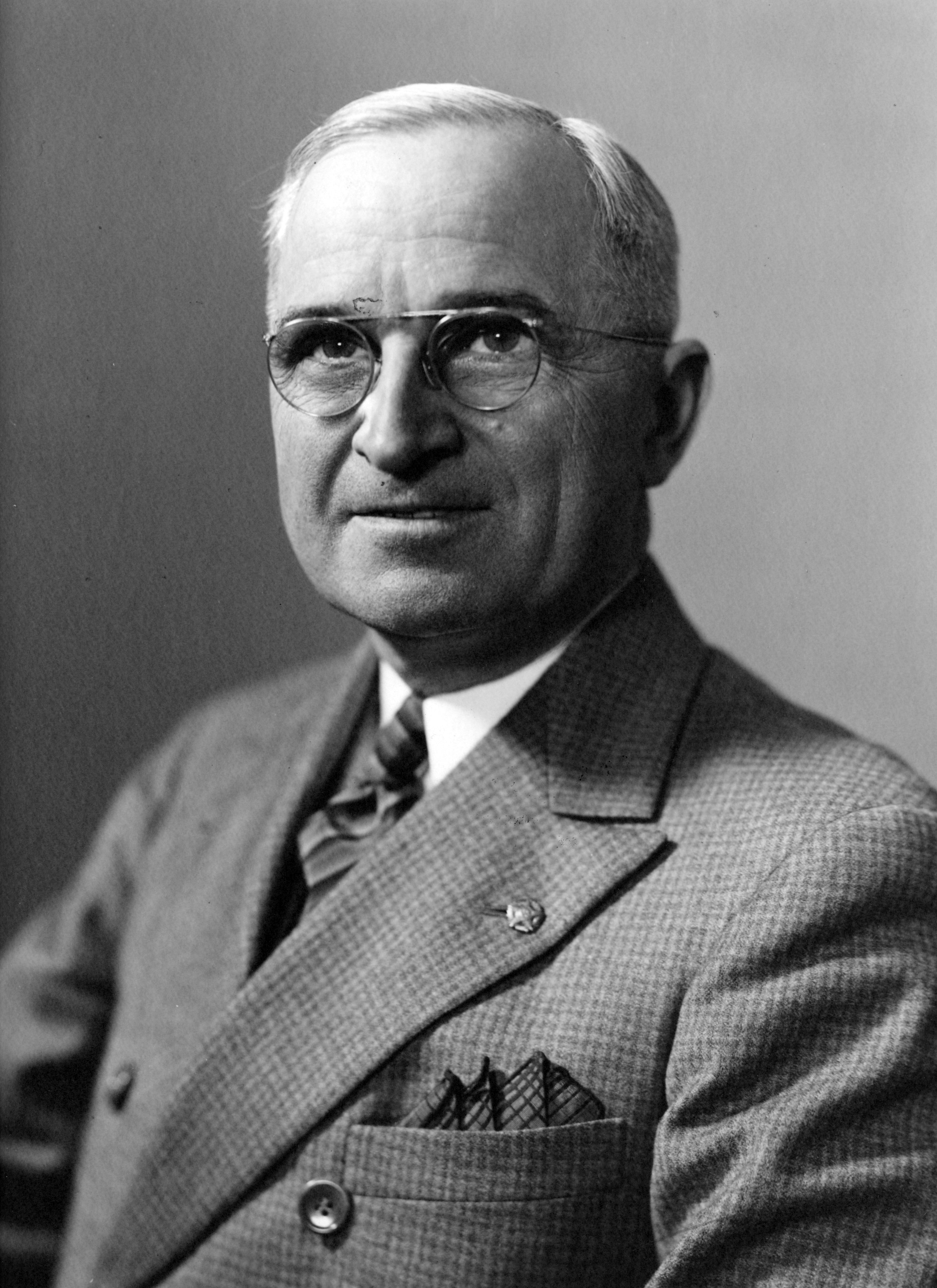
Harry Truman

### Partia Republikańska

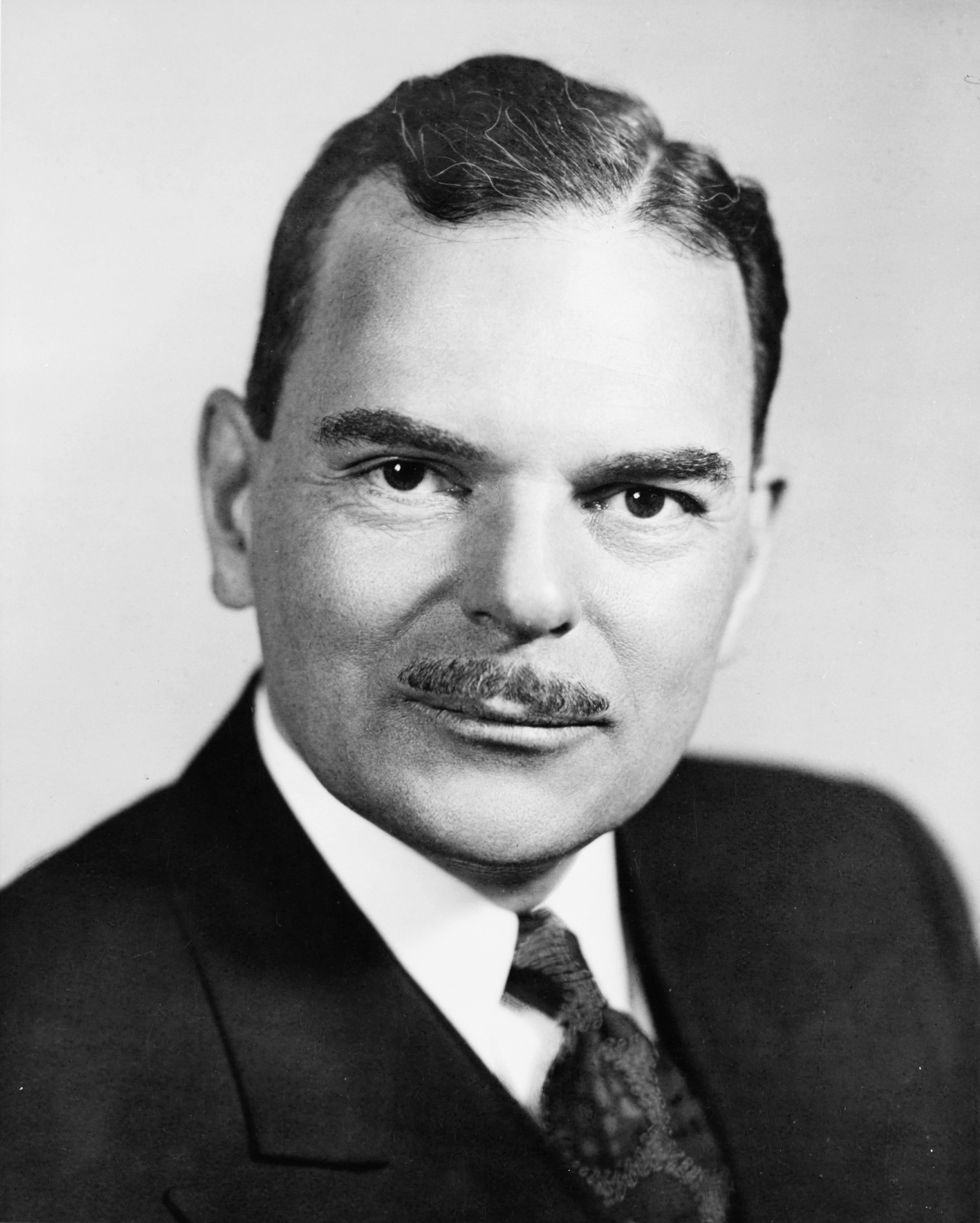
Thomas Dewey
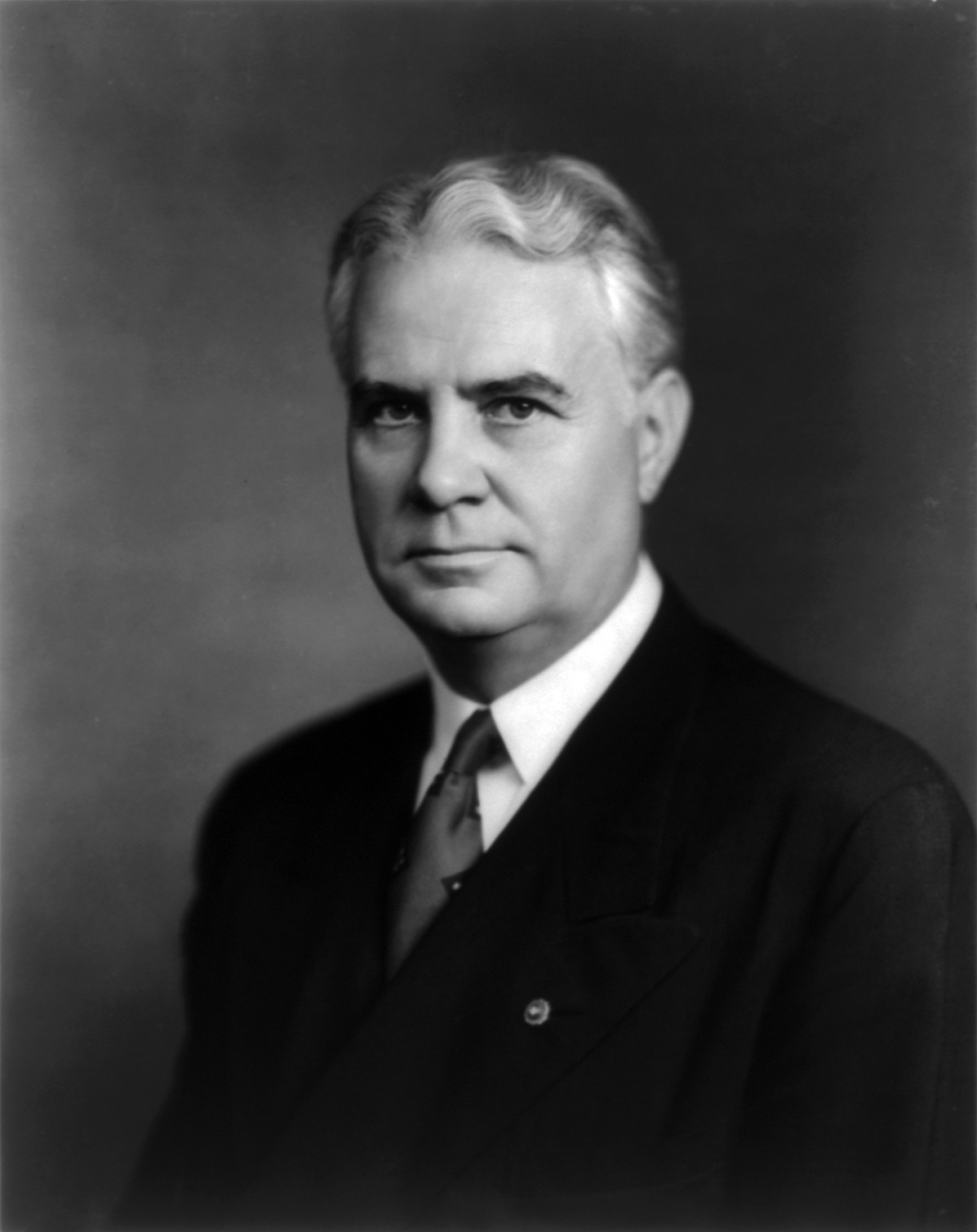
John Bricker

## Wyniki głosowania
Głosowanie powszechne odbyło się 7 listopada 1944. Roosevelt uzyskał 53,4% poparcia, wobec 45,9% dla Deweya. Ponadto, niecałe 350 000 głosów oddano na niezależnych elektorów, głosujących na innych kandydatów. Frekwencja wyniosła 56,1%. W głosowaniu Kolegium Elektorów Roosevelt uzyskał 432 głosy, przy wymaganej większości 266 głosów. Na Deweya zagłosowało 99 elektorów. W głosowaniu wiceprezydenckim zwyciężył Truman, uzyskując 432 głosy, wobec 99 dla Brickera.
| Kandydat na prezydenta    | Partia               | Głosowanie powszechne | Głosowanie powszechne | Kolegium Elektorów |
| Kandydat na prezydenta    | Partia               | Głosy                 | Procent               | Kolegium Elektorów |
| ------------------------- | -------------------- | --------------------- | --------------------- | ------------------ |
| Franklin Delano Roosevelt | Partia Demokratyczna | 25 612 610            | 53,4%                 | 432                |
| Thomas Dewey              | Partia Republikańska | 22 017 617            | 45,9%                 | 99                 |
| Łącznie                   | Łącznie              | Łącznie               | Łącznie               | 531                |

| Kandydat na wiceprezydenta | Partia               | Kolegium Elektorów |
| -------------------------- | -------------------- | ------------------ |
| Harry Truman               | Partia Demokratyczna | 432                |
| John W. Bricker            | Partia Republikańska | 99                 |
| Łącznie                    | Łącznie              | 531                |